# Lussing
En lussing er en slags fysisk afstraffelse, hvor den afstraffede person får et slag på kinden med en flad hånd.
I gamle dage kunne børn få en lussing som afstraffelse i skolen og i hjemmet. En lussing kan også være en form for voldeligt overgreb, der intet har med straf at gøre, men tilføjes en person som en  magtdemonstration, eventuelt et led i torturering af fanger under forhør.
Lussing kan også bruges i overført betydning. Hvis man f.eks. lider et betydeligt økonomisk tab eller ens indtægt falder drastisk, så man har svært ved at få økonomien til at hænge sammen, så taler man om en økonomisk lussing.  